# Kartuli Pilmi
Kartuli Pilmi (en géorgien : ქართული ფილმი) est une société de production de cinéma située à Tbilissi en Géorgie. 

## Histoire
La société est fondée en 1921 en tant que section cinématographique relevant du Commissariat du Peuple à l'éducation de la RSS de Géorgie. Parmi les fondateurs on retrouve le nom d'Amo Bek-Nazarov. Depuis 1930, en plus des films de fiction, on y produit les films d'animation. En 1958, au sein de Kartuli Pilmi, on a créé le studio géorgien de films documentaires et didactiques. De 1973 à 2006, le directeur des studios est Revaz Tchkheidze.

## Réalisateurs
- Eldar Chenguelaia
- Otar Iosseliani
- Sergueï Paradjanov
- Lana Gogoberidze
- Efim Dzigan
- Alexandre Zarkhi
- Gueorgui Kalatozichvili
- Eldar Chenguelaia
- Gueorgui Chenguelaia
- Revaz Tchkheidze
- Mikhaïl Tchiaoureli
- Iossif Kheifitz
- Tamaz Meliava
- Vladimir Barsky (1921-1928)
- Giga Lortkipanidze
- Gizo Gabeskiria